# Казарма 338 км
Казарма 338 км — станция (тип населённого пункта) в Кетовском районе Курганской области. Входит в состав Просветского сельсовета.

## История
Станция возникла в 1934 году в связи со строительством железнодорожной казармы на линии Колчедан — Курган Южно-Уральской железной дороги.

## Население
| 1989 | 2002 | 2010 |
| ---- | ---- | ---- |
| 10   | ↗19  | ↘16  |